# Lorelai Gilmore
Lorelai Victoria Gilmore a Szívek szállodája című televíziós sorozat főszereplője. Lauren Graham alakítja, és a sorozat összes epizódjában szerepel, a 2000-es pilot epizódtól kezdve a 2007-es záró epizódig.
Egy fiatal anyuka, aki egy tinédzser lány, Rory Gilmore anyja. Szüleivel, Richard és Emily Gilmore-ral rossz kapcsolatban áll, miután tinédzser korában megszökött otthonról, hogy egy tini lányt neveljen. Ezután sokáig távol marad a szüleitől, egészen a pilot epizódig, amikor segítségüket kéri, hogy fizethessen Rory oktatásáért. Szülei beleegyeznek, de csak azzal a feltétellel, hogy minden pénteken náluk vacsorázik.
Több szerelme is volt, de a legfontosabb Luke Danes, a helyi büfé tulajdonosa, akivel a sorozat 2016-os verziójában megházasodik.
Karaktere miatt pozitív kritikákban részesült. A színésznőt kétszer jelölték Teen Choice-díjra a karaktere miatt. 2005-ben és 2006-ban meg is nyerte azt.

## Háttér
Lorelai Victoria Gilmore néven született 1968. április 25-én, Richard és Emily Gilmore gyermekeként. Nevét anyai nagymamájáról kapta. A connecticuti Hartfordban nőtt fel. Szülei azt szerették volna, ha az elit társadalom tagja lenne és gazdag férfit venne el. Tizenhat éves korában felfedezte, hogy terhes, barátja, Christopher által. Ezzel nagy csalódást okozott mind Christopher, mind a saját szüleinek. Christopher anyja, Straub eleinte azt javasolta, hogy Lorelai abortuszos legyen, de Emily ezt nem engedte meg. Richard pedig azt javasolta, hogy Lorelai és Christopher házasodjanak össze. Christopher beleegyezett, de Lorelai elutasította, mivel meg volt győződve arról, hogy fiatalon házasodni nem jó ötlet. Mikor szült, üzenetet hagyott a szüleinek és egyedül elment a kórházba. Miután megszületett a lánya, Rory, Lorelai kis ideig a szüleivel élt a hartfordi villájukban, majd elszökött a fiktív Stars Hollow kisvárosba, hogy saját életét élje. Itt az Independence Inn nevű szálloda tulajdonosa, Mia munkát adott neki: szobalányként alkalmazta. Itt találkozott későbbi legjobb barátjával, Sookie St. James-szel (Melissa McCarthy). Az évek alatt Lorelai egyre feljebb küzdötte magát a ranglétrán, majd menedzserré léptették elő. A műsor első epizódjában már így láthatjuk. 

## Válogatás
Három színésznő, köztük Nina Garbiras is jelentkeztek Lorelai szerepére, de a csatorna mindannyiukat visszautasította és Lauren Graham nevét említették meg. Ezelőtt Graham több rövid életű sorozatban is játszott és reklámokban is szerepelt.